# Марко Мрвальєвич
Марко Мрвальєвич (серб. Марко Мрваљевић; нар. 5 червня 2001, Чорногорія) — чорногорський футболіст, нападник рівненського «Вереса».
На правах оренди грає в польському ЛКС.

## Клубна кар'єра
Футболом розпочав займатися у 6-7-річному віці в клубі «Red Rock». Потім перейшов до академії «Подгориці».
На початку липня 2020 року приєднався до «Будучності». У футболці подгорицького клубу дебютував 29 лютого 2020 року в переможному (1:0) визному поєдинку 22-го туру Першої ліги Чорногорії проти «Петроваца». Марко вийшов на поле на 90+2-й хвилині замість грека Панайотіса Моратіса. У другій половині сезону 2019/20 років провів 3 поєдинки у чемпіонаті Чорногорії.
На початку серпня 2020 року відправився в оренду до «Тітограда». Дебютував за нову команду 25 жовтня 2020 року в переможному (1:0) домашньому поєдинку 10-го туру Першої ліги Чорногорії проти «Подгориці». Мрвальєвич вийшов на поле в стартовому складі та відіграв увесь матч, а на 68-й хвилині відзначився першим голом у дорослій кар'єрі. У першій половині сезону 2020/21 років зіграв 16 матчів та відзначився 5-ма голами за «Тітоград» у чемпіонаті Чорногорії. У січні 2021 року повернувся з оренди до «Будучності». Першим голом за столичний клуб відзначився 25 травня 2021 року на 80-й хвилині переможного (4:2) виїзного поєдинку 36-го туру Першої ліги Чорногорії проти «Зети». Марко вийшов на поле на 56-й хвилині замість Петара Грбича. У середині січня 2021 року відправився в чергову оренду, цього разу до «Подгориці». Дебютував за столичний клуб 18 лютого 2022 року в нічийному (2:2) домашньому поєдинку 20-го туру Першої ліги проти «Петроваца». Мрвальєвич вийшов на поле на 80-й хвилині замість Адміра Адровича. У чемпіонаті Чорногорії зіграв 17 матчів, ще 2 поєдинки провів у плей-оф за право збереження місця в елітному дивізіоні чемпіонату, проте голами не відзначався. У середині червня 2022 року повернувся до «Будучності», де виступав до кінця 2023 року. За цей час у футболці столичного клубу зіграв 75 матчів (13 голів) у національному чемпіонаті та 3 поєдинки у кубку Чорногорії.
18 січня 2024 року на запрошення Юрія Габовди підписав 2,5-річний контракт з «Вересом». У футболці рівненського клубу дебютував 25 лютого 2024 року в програному (0:2) домашньому поєдинку 18-го туру Прем'єр-ліги України проти ковалівського «Колоса». Марко вийшов на поле в стартовому складі, а на 68-й хвилині його замінив Микола Гайдучик. Першим голом за «Верес» відзначився 2 березня 2024 року на 41-й хвилині програного (1:2) виїзного поєдинку 19-го туру Прем'єр-ліги України проти полтавської «Ворскли». Мрвальєвич вийшов на поле в стартовому складі та відіграв увесь матч.
У лютому 2025 року Мрвальєвич на правах оренди перейшов до кінця сезону до польського клубу ЛКС (Лодзь).

## Кар'єра в збірній
Виступав за юнацьку збірну Чорногорії (U-19), у футболці якої дебютував 6 вересня 2019 року в нічийному (4:4) товариському виїзному поєдинку проти юнацької збірної Ізраїлю (U-19). Марко вийшов на поле на 46-й хвилині замість Дженана Мучича, а на 55-й хвилині відзначився голом у воротах суперників. Протягом 2019-го календарного року зіграв 7 матчів (1 гол) за вище вказану збірну.
У футболці молодіжної збірної Чорногорії дебютував 13 жовтня 2020 року в програному (0:1) виїзному поєдинку групи 6 кваліфікаційного раунду молодіжного чемпіонату Європи проти Фарерських островів. Мрвальєвич вийшов на поле на 67-й хвилині замість Марка Раконьяца. Восени 2020 року провів 2 поєдинки за чорногорську «молодіжку».

## Титули і досягнення
- Перша ліга Чорногорії
  -  Чемпіон (3):2019/20, 2020/21, 2022/23

- Кубок Чорногорії
  -  Володар (1): 2020/21